# El enigma del chico croqueta
El enigma del chico croqueta es un cortometraje de animación en stop motion dirigido, animado y producido por el artista valenciano Pablo Llorens en 2004, tras dos años y medio de producción ganó el Goya al mejor cortometraje de animación en 2005.

## Resumen
Un pobre personaje alcanza la fama accidentalmente a través de su papel como croqueta congelada en un anuncio de televisión. Su vida se colapsa cuando deja de ser famoso y comienza a verse perseguido por entidades misteriosas, agentes secretos y seres del espacio exterior

## Premios
| Categoría                       | Persona                         | Resultado |
| ------------------------------- | ------------------------------- | --------- |
| Mejor cortometraje de animación | Mejor cortometraje de animación | Ganadora  |

Premio a la mejor música en la Mostra de Valencia para Ramón Giner

## Curiosidades
- En el principio del corto y en la escena en la que los marcianos se encuentra haciendo zapping en una televisión de Marte, se pueden ver fragmentos de los cortometrajes Noticias fuerrrtes, Caracol, col, col, Gastropotens II. Mutación tóxica y del largometraje Juego de niños realizados también por Llorens.

- El personaje de Maru de la concha del cortometraje Caracol, col, col también aparece en este corto en una de las entrevistas.